# Intercontrol
Die Intercontrol GmbH – auch: Deutsche Warenkontrollgesellschaft – wurde 1955 unter der Bezeichnung „Deutsche Warenabnahme GmbH“ (DWA) auf Initiative  der Kammer für Außenhandel der DDR gegründet, die auch die Dienstaufsicht führte. Die DWA sollte garantieren, dass nur Waren erstklassiger Qualität zum Export gelangten und die DDR vom Ausland nur Waren erstklassiger Qualität erhielt.  
Zu diesem Zweck hatte sie die Aufgabe, „die Qualität einer Ware zu begutachten und zu kontrollieren, Proben zu entnehmen und zu analysieren, die Siegelung, Menge, das Gewicht, die Versandfähigkeit und die Beförderungsmittel zu überprüfen.“ Außerdem wurden auch andere laut Kaufvertrag einzuhaltende Bedingungen der Geschäftspartner überprüft. 
Die GmbH besaß als einziges Unternehmen der DDR die Lizenz für die Vornahme von Warenkontrollen für namhafte in- und ausländische Auftraggeber (d. h. für Versicherungsgesellschaften) und unterhielt mit internationalen Warenkontrollunternehmen gegenseitige Generalvertretungen. Sie konnte ihrerseits anderen Unternehmen oder Instituten Kontrollaufträge erteilen. In den Tätigkeitsbereich der Intercontrol fielen auch Begutachtungen, Schadensfeststellungen, Probeuntersuchungen, Überwachungstätigkeiten, Tiefgangsexpertisen, Surveyordienste (zum Beispiel  Laderaum- und Ladungsbesichtigungen).
Die Intercontrol stand in engen Beziehungen zu Partnerunternehmen in anderen sozialistischen Ländern. Mit entsprechenden Unternehmen in den kapitalistischen Ländern arbeitete sie auf der Basis des gegenseitigen Nutzens zusammen. Die weit verzweigten Geschäftsbeziehungen gestatteten es der Intercontrol, Kontrollaufträge für alle internationalen Handelsplätze zu übernehmen. Über die Kontrollergebnisse wurden Zertifikate ausgestellt, die dem Auftraggeber ausgehändigt wurden. Sie konnten zahlungsauslösende Wirkung besitzen (zum Beispiel  bei Akkreditivverfahren).    